# Associazione Federalisti Europei
L'Associazione Federalisti Europei (abbreviata in AFE) nacque il 27 gennaio 1945 a Firenze per iniziativa di un gruppo di intellettuali federalisti toscani e non riuniti intorno all'artista 
Paride Baccarini, al giurista (fondatore della rivista Il Ponte) Piero Calamandrei, al linguista Giacomo Devoto, al medico Corrado Tumiati (vice-direttore de Il Ponte) e al politico (futuro direttore della rivista Il Ponte e vice-sindaco della giunta fiorentina di Giorgio La Pira) Enzo Enriques Agnoletti e vicini al pensiero autonomista e federalista di Altiero Spinelli, Ernesto Rossi, Mario Alberto Rollier, ispiratori e promotori del Manifesto di Ventotene e della Dichiarazione di Chivasso, documenti guida del movimento federalista italiano di ispirazione democratica e europeisti che oggi trova il suo riferimento principale del Movimento Federalista Europeo. 
L'AFE nacque sulla spinta del generale fervore pro federalismo degli anni del post-fascismo, analogamente ad altri movimenti simili nati agli inizi del 1945 come il MIFE (Movimento italiano per la Federazione europea), il MUE (Movimento unionista italiano) e il MAFE (Movimento autonomista di Federazione europea, nato l’8 maggio 1945). 
Quest'ultimo si sarebbero poi fuso il 1º febbraio 1948 con il MISE (Movimento italiano di solidarietà europea) dando vita al MAFEUM (Movimento autonomista di federazione europea per l’Unione mondiale).
L'eredità dell'AFE e degli altri movimenti autonomisti e federalisti democratici venne poi portato avanti da altre organizzazioni come quella del Movimento Comunità (partito politico fondato nel 1949 da Adriano Olivetti) e dal Movimento Federalista Europeo (fondato a Milano il 27-28 agosto 1943, tra gli altri, da Altiero Spinelli, Ernesto Rossi e Eugenio Colorni in casa del federalista-autonomista valdese Mario Alberto Rollier). 